# Джаркиргиз
Джаркиргиз (узб. Jarqirg’iz, Жарқирғиз) — міське селище в Узбекистані, в Яккабазькому районі Кашкадар'їнської області.
Статус міського селища з 2009 року.